# Liste des matchs de l'équipe de Bonaire de football par adversaire
Cette liste présente les matchs de l'équipe de Bonaire de football par adversaire rencontré. Lorsqu'une rivalité footballistique particulière existe entre Bonaire et un autre pays, une page spécifique est parfois proposée.
La sélection participe à la Gold Cup organisée par la CONCACAF et la Coupe caribéenne des nations organisée par la CFU (compétition disparue en 2017), elle ne peut pas entrer dans les phases de qualifications pour la Coupe du monde car la fédération n'est pas membre de la FIFA. Elle participe également au Tournoi ABCS.
- Haut – A
- B
- C
- D
- E
- F
- G
- H
- I
- J
- K
- L
- M
- N
- O
- P
- Q
- R
- S
- T
- U
- V
- W
- X
- Y
- Z

## A

### Aruba
Confrontations entre Bonaire et Aruba :
| # | Date             | Lieu       | Match           | Score         | Compétition                                |
| - | ---------------- | ---------- | --------------- | ------------- | ------------------------------------------ |
| 1 | 31 octobre 2010  | Willemstad | Aruba - Bonaire | 3-3           | Tournoi ABCS 2010 (Match pour la 3e place) |
| 2 | 4 décembre 2011  | Paramaribo | Bonaire - Aruba | 2-2 (4-3) tab | Tournoi ABCS 2011 (Finale)                 |
| 3 | 16 novembre 2013 | Willemstad | Bonaire - Aruba | 2-1           | Tournoi ABCS 2013 (Match pour la 3e place) |
| 4 | 26 novembre 2022 | Willemstad | Bonaire - Aruba | 0-1           | Tournoi ABCS 2022 (Match pour la 3e place) |

| Rencontres | Victoire | Nul | Défaite | BM | BE |
| ---------- | -------- | --- | ------- | -- | -- |
| 4          | 1        | 2   | 1       | 7  | 7  |

## B

### Bahamas
Confrontations entre Bonaire et les Bahamas en matchs officiels :
| # | Date             | Lieu       | Match             | Score | Compétition                                      |
| - | ---------------- | ---------- | ----------------- | ----- | ------------------------------------------------ |
| 1 | 9 septembre 2019 | Nassau     | Bahamas - Bonaire | 2-1   | Ligue des nations 2019-2020 (Ligue C - Groupe B) |
| 2 | 17 novembre 2019 | Willemstad | Bonaire - Bahamas | 1-1   | Ligue des nations 2019-2020 (Ligue C - Groupe B) |

| Rencontres | Victoire | Nul | Défaite | BM | BE |
| ---------- | -------- | --- | ------- | -- | -- |
| 2          | 0        | 1   | 1       | 2  | 3  |

### Barbade
Confrontations entre Bonaire et la Barbade :
| # | Date             | Lieu           | Match             | Score | Compétition                                             |
| - | ---------------- | -------------- | ----------------- | ----- | ------------------------------------------------------- |
| 1 | 7 septembre 2014 | Fort-de-France | Barbade - Bonaire | 4-1   | Qualifications pour la Coupe caribéenne 2014 (1er tour) |

| Rencontres | Victoire | Nul | Défaite | BM | BE |
| ---------- | -------- | --- | ------- | -- | -- |
| 1          | 0        | 0   | 1       | 1  | 4  |

## C

### Curaçao
Confrontations entre Bonaire et Curaçao :
| # | Date             | Lieu       | Match             | Score | Compétition                                |
| - | ---------------- | ---------- | ----------------- | ----- | ------------------------------------------ |
| 1 | 28 février 2010  | Willemstad | Curaçao - Bonaire | 4-0   | Match amical                               |
| 2 | 2 décembre 2011  | Paramaribo | Curaçao - Bonaire | 1-3   | Tournoi ABCS 2011 (Demi-finale)            |
| 3 | 15 juillet 2012  | Oranjestad | Bonaire - Curaçao | 2-9   | Tournoi ABCS 2012 (Match pour la 3e place) |
| 4 | 1er février 2015 | Paramaribo | Bonaire - Curaçao | 1-4   | Tournoi ABCS 2015 (Match pour la 3e place) |
| 5 | 3 octobre 2021   | Willemstad | Curaçao - Bonaire | 1-0   | Tournoi ABCS 2021 (Finale)                 |

| Rencontres | Victoire | Nul | Défaite | BM | BE |
| ---------- | -------- | --- | ------- | -- | -- |
| 5          | 1        | 0   | 4       | 6  | 19 |

## I

### Îles Turques-et-Caïques
Confrontations entre les Îles Turques-et-Caïques et Bonaire : 
| # | Date         | Lieu           | Match                             | Score | Compétition                                      |
| - | ------------ | -------------- | --------------------------------- | ----- | ------------------------------------------------ |
| 1 | 3 juin 2022  | Providenciales | Îles Turques-et-Caïques - Bonaire | 1-4   | Ligue des nations 2022-2023 (Ligue C - Groupe A) |
| 2 | 28 mars 2023 | Rincon         | Bonaire - Îles Turques-et-Caïques | 1-2   | Ligue des nations 2022-2023 (Ligue C - Groupe A) |

| Rencontres | Victoire | Nul | Défaite | BM | BE |
| ---------- | -------- | --- | ------- | -- | -- |
| 2          | 1        | 0   | 1       | 5  | 3  |

### Îles Vierges britanniques
Confrontations entre les Îles Vierges britanniques et Bonaire en matchs officiels :
| # | Date             | Lieu       | Match                               | Score | Compétition                                      |
| - | ---------------- | ---------- | ----------------------------------- | ----- | ------------------------------------------------ |
| 1 | 24 mars 2019     | The Valley | Îles Vierges britanniques - Bonaire | 1-2   | Qualifications pour la Gold Cup 2019             |
| 2 | 6 septembre 2019 | Willemstad | Bonaire - Îles Vierges britanniques | 4-2   | Ligue des nations 2019-2020 (Ligue C - Groupe B) |
| 3 | 13 octobre 2019  | Basseterre | Îles Vierges britanniques - Bonaire | 3-4   | Ligue des nations 2019-2020 (Ligue C - Groupe B) |

| Rencontres | Victoire | Nul | Défaite | BM | BE |
| ---------- | -------- | --- | ------- | -- | -- |
| 3          | 3        | 0   | 0       | 10 | 6  |

### Îles Vierges des États-Unis
Confrontations entre Bonaire et les Îles Vierges des États-Unis :
| # | Date          | Lieu         | Match                                 | Score | Compétition                                                      |
| - | ------------- | ------------ | ------------------------------------- | ----- | ---------------------------------------------------------------- |
| 1 | 1er juin 2014 | Lookout      | Bonaire - Îles Vierges des États-Unis | 2-1   | Qualifications pour la Coupe caribéenne 2014 (Tour préliminaire) |
| 2 | 11 juin 2022  | Sainte-Croix | Îles Vierges des États-Unis - Bonaire | 0-2   | Ligue des nations 2022-2023 (Ligue C - Groupe A)                 |
| 3 | 14 juin 2022  | Willemstad   | Bonaire - Îles Vierges des États-Unis | 2-0   | Ligue des nations 2022-2023 (Ligue C - Groupe A)                 |

| Rencontres | Victoire | Nul | Défaite | BM | BE |
| ---------- | -------- | --- | ------- | -- | -- |
| 3          | 3        | 0   | 0       | 6  | 1  |

## J

### Jamaïque
Confrontations entre Bonaire et la Jamaïque :
| # | Date            | Lieu       | Match              | Score | Compétition                          |
| - | --------------- | ---------- | ------------------ | ----- | ------------------------------------ |
| 1 | 14 octobre 2018 | Willemstad | Bonaire - Jamaïque | 0-6   | Qualifications pour la Gold Cup 2019 |

| Rencontres | Victoire | Nul | Défaite | BM | BE |
| ---------- | -------- | --- | ------- | -- | -- |
| 1          | 0        | 0   | 1       | 0  | 6  |

## M

### Martinique
Confrontations entre Bonaire et la Martinique :
| # | Date             | Lieu           | Match                | Score | Compétition                                            |
| - | ---------------- | -------------- | -------------------- | ----- | ------------------------------------------------------ |
| 1 | 3 septembre 2014 | Fort-de-France | Martinique - Bonaire | 6-0   | Qualification pour la Coupe caribéenne 2014 (1er tour) |

| Rencontres | Victoire | Nul | Défaite | BM | BE |
| ---------- | -------- | --- | ------- | -- | -- |
| 1          | 0        | 0   | 1       | 0  | 6  |

### Montserrat
Confrontations entre Bonaire et les Montserrat :
| # | Date        | Lieu    | Match                | Score | Compétition                                                     |
| - | ----------- | ------- | -------------------- | ----- | --------------------------------------------------------------- |
| 1 | 3 juin 2014 | Lookout | Montserrat - Bonaire | 0-0   | Qualification pour la Coupe caribéenne 2014 (Tour préliminaire) |

| Rencontres | Victoire | Nul | Défaite | BM | BE |
| ---------- | -------- | --- | ------- | -- | -- |
| 1          | 0        | 1   | 0       | 0  | 0  |

## R

### République dominicaine
Confrontations entre Bonaire et la République dominicaine :
| # | Date             | Lieu       | Match                            | Score | Compétition                          |
| - | ---------------- | ---------- | -------------------------------- | ----- | ------------------------------------ |
| 1 | 9 septembre 2018 | Willemstad | Bonaire - République dominicaine | 0-5   | Qualifications pour la Gold Cup 2019 |

| Rencontres | Victoire | Nul | Défaite | BM | BE |
| ---------- | -------- | --- | ------- | -- | -- |
| 1          | 0        | 0   | 1       | 0  | 5  |

## S

### Saint-Vincent-et-les-Grenadines
Confrontations entre Bonaire et Saint-Vincent-et-les-Grenadines :
| # | Date         | Lieu      | Match                                     | Score | Compétition                          |
| - | ------------ | --------- | ----------------------------------------- | ----- | ------------------------------------ |
| 1 | 21 mars 2019 | Kingstown | Saint-Vincent-et-les-Grenadines - Bonaire | 2-1   | Qualifications pour la Gold Cup 2019 |

| Rencontres | Victoire | Nul | Défaite | BM | BE |
| ---------- | -------- | --- | ------- | -- | -- |
| 1          | 0        | 0   | 1       | 2  | 1  |

### Sint Maarten
Confrontations entre Bonaire et Sint Maarten :
| # | Date         | Lieu         | Match                  | Score | Compétition                                      |
| - | ------------ | ------------ | ---------------------- | ----- | ------------------------------------------------ |
| 1 | 6 juin 2022  | Willemstad   | Bonaire - Sint Marteen | 2-2   | Ligue des nations 2022-2023 (Ligue C - Groupe A) |
| 2 | 25 mars 2023 | Sainte-Croix | Sint Marteen - Bonaire | 6-1   | Ligue des nations 2022-2023 (Ligue C - Groupe A) |

| Rencontres | Victoire | Nul | Défaite | BM | BE |
| ---------- | -------- | --- | ------- | -- | -- |
| 1          | 0        | 1   | 1       | 3  | 8  |

### Suriname
Confrontations entre Bonaire et le Suriname :
| # | Date             | Lieu           | Match              | Score | Compétition                                             |
| - | ---------------- | -------------- | ------------------ | ----- | ------------------------------------------------------- |
| 1 | 29 octobre 2010  | Willemstad     | Suriname - Bonaire | 4-2   | Match amical                                            |
| 2 | 13 juillet 2012  | Oranjestad     | Suriname - Bonaire | 8-0   | Tournoi ABCS 2012 (Demi-finale)                         |
| 3 | 14 novembre 2013 | Willemstad     | Bonaire - Suriname | 2-0   | Tournoi ABCS 2013 (Demi-finale)                         |
| 4 | 5 septembre 2014 | Fort-de-France | Suriname - Bonaire | 2-3   | Qualifications pour la Coupe caribéenne 2014 (1er tour) |
| 5 | 30 janvier 2015  | Paramaribo     | Suriname - Bonaire | 3-0   | Tournoi ABCS 2015 (Demi-finale)                         |
| 6 | 24 novembre 2022 | Willemstad     | Suriname - Bonaire | 4-1   | Tournoi ABCS 2022 (Demi-finale)                         |

| Rencontres | Victoire | Nul | Défaite | BM | BE |
| ---------- | -------- | --- | ------- | -- | -- |
| 6          | 1        | 0   | 5       | 6  | 23 |